# Partit Socialista (Països Baixos)
El Partit Socialista (neerlandès: Socialistische Partij, SP) és un partit polític socialista neerlandès. És el tercer major partit dels Països Baixos per nombre de militants i per representació parlamentària.

## Història
L'SP va ser fundat en 1972 provinent d'una escissió del Partit Comunista dels Països Baixos. Originalment, el 1971 va ser un partit maoista anomenat Partic Comunista dels Països Baixos//Marxista–Leninista (KPN/ML), passà a anomenar-se Partit Socialista (Socialistiese Partij: SP) el 1972.
Des de final dels anuys 1970, el partit anà guanyant implantació i influència a nivell local i obretint representació a escala municipal, però no assolí representació parlamentària entre 1977 i 1989. Amb els anys es va enfocar cada cop més cap a la política institucional. El 1991 el partit va abandonar la definició de marxista-leninista i el 1994 va obtenir per primer cop representació al parlament amb dos escons en el parlament en 1994 amb l'eslògan Stem Tegen! (Vota en contra!) i amb un tomàquet com emblema.
Durant els anys 1990 el laborista PvdA, d'ideologia socialdemòcrata, es desplaçar a la dreta cap al centre, donant al PS i l'Esquerra Verda una major visibilitat. L'oposició als governs "morats" de socialdemòcrates i dreta de Wim Kok (coalició del PvdA "vermell" i VVD i D66 "blaus") va permetre a l'SP recollir part del descontentament i obtenir 5 escons el 1998 i un seient en les eleccions europees de 1999.
El suport per al Partit han anat en augment en les competicions posteriors apareixent com l'única opció oposada al neoliberalisme. En les eleccions de 2003 el partit va obtenir nou escons, arribant al 6,3% amb l'eslògan Stem Voor! (Vota a favor!). A les europees de 2004 Van obtenir 2 escons.
A les eleccions legislatives neerlandeses de 2006, amb l'eslògan Nú SP (Ara SP), va fer le gran creixement arribant a obtenir 25 escons i 1.630.803 vots
El seu posicionament en contra de la Constitució Europea, una campanya centrada en la lluita contra la influència fonamentalista cap a la comunitat islàmica holandesa, la negativa a enviar contingents militars a les missions de l'OTAN, la forta crítica de les polítiques econòmiques liberals i antisocials de govern sortint, va recompensar enormement a l'SP a les eleccions i el partit va passar del 6,3 al 16,6% dels vots, obtenint 25 escons a la cambra baixa i posicionant-se com la tercera força al país darrere de Crida Demòcrata Cristiana (CDA) (41 escons) i el PvdA (33 escons).
A les eleccions provincials del 2007, el SP va guanyar 54 legisladors provincials més que a les eleccions provincials del 2003 i va arribar a un total de 83 legisladors provincials. Com a resultat de les eleccions provincials, el SP augmentà els seus representants al Senat dels Països Baixos (cambra alta) a 11, respecte els 4 que tenia anteriorment.
En les eleccions parlamentàries de 2010, el SP baixà a 924.696 vots i el 9,8% dels vots, esdevenint 5a força del Parlament. Mantindria uns resultats semblants en les eleccions de 2012, amb el 9.7% dels vots.
En les eleccions de 2017 obtindria 14 escons i un 9,1% dels vots, en les eleccions europees de 2019 va perdre els seus 2 diputats als parlament europeu.
En els darrers anys, el partit ha arribat a alguns pactes locals amb altres partits, incloent el liberal VVD, fet que ha estat criticat per part de la militància. La direcció del partit també s'ha enfrontat a les joventuts ROOD, fins al punt que poc abans de les eleccions de març de 2017 l'organització juvenil va publicar un comunicat declarant la seva oposició a que el SP entri en una coalició de govern amb la dreta, el SP va deixar de finançar la ROOD el 2020.

## Lideratge
Alguns dels seus dirigents són la líder del partit a la Cambra de Representants Lilian Marijnissen, des de 2017; el sindicalista Ron Meyer, president del SP des de 2015 fins a 2019; el veterà Hans van Heijningen, secretari del SP des de 2005; el líder al senat Martinus Josephus Maria "Tiny" Kox; o el candidat al parlament el 2012 i el 2017 Emile Roemer, ja retitat de la política.

## Ideologia i posicions polítiques
El partit s'anomena socialista, però també s'ha descrit com a socialdemòcrata d'esquerra. En el seu manifest de principis, demana una societat on la dignitat humana, la igualtat i la solidaritat siguin més importants. Els seus temes bàsics són l'ocupació, el benestar social i la inversió en atenció sanitària, educació pública i seguretat pública. El partit s'oposa a la privatització dels serveis públics i és crític amb la globalització. Ha pres una postura anomenada "euroescèptica" en relació amb la Unió Europea.
El SP és el partit situat més a l'esquerra del Parlament neerlandès en quasi totes les votacions, manté relacions i cooperacions amb l'Esquerra Verda, i menys,, amb els socialdemòcrates moderats del PvdA, que durant molts anys es negà a tenir-hi cap relació i votà per sistema contra totes les seves propostes, fins a la davallada electoral de 2002, en que aquest es replantejà les seves aliances fins aleshores exclusivament amb les forces més de dretes, darrerament també amb altres forces polítiques, sobretot en alguns governs locals.
El SP no nomena comissaris reials (governadors provincials) ni alcaldes, que són designats pel ministre de l'Interior. El SP s'oposa a aquest procediment i vol que els alcaldes siguin elegits pel consell municipal. El SP forma part de l'executiu provincial en sis de les dotze províncies.
El SP també forma part de diversos executius municipals (College van burgemeester en wethouders), entre els quals destaquen Amsterdam i Utrecht.
La branca juvenil s'anomena ROOD (s'escriu oficialment en majúscules, però no és una sigla). El SP publica mensualment la revista Tribune que també era el nom d'un diari històric del Partit Comunista dels Països Baixos.
El SP és una força activa constant en les mobilitzacions extraparlamentàries. Molts dels seus membres actuen en grups de campanya locals, sovint grups independents propers al SP, o als centres veïnals del SP, on el partit proporciona ajuda a la classe treballadora. Un exemple més de naturalesa nacional és el moviment per a un Fons Nacional de Salut (Nationaal ZorgFonds). Aquesta campanya reclama la necessitat d'un sistema de pagament únic i vol eliminar aspectes de mercat i comercialització del sistema sanitari actual.
En els darrers anys, coincidint amb un estancament electoral, algunes veus han estat crítiques amb l'evolució més moderada del SP, que ha fet un esforç per presentar-se com un partit apte per a la governabilitat davant el PvdA, evitant posicionar-se de manera contundent en temes com l'anti-racisme o la solidaritat internacional. L'escriptora i històrica militant feminista Anja Meulenbelt, exsenadora del SP, abandonà el partit el 2014 al·legant que el partit no es pronunciava amb prou contundència contra els atacs d'Israel a la Franja de Gaza que provocaren la mort de centenars de civils en els seus bombardeigs. Les joventuts han criticat els seus pactes i aliances amb partits de centre-dreta com el VVD. Altres han criticat el seu allunyament dels sindicats i dels treballadors immigrants per centrar-se en al política electoral.

## Resultats electorals

### Cambra de Representants
| Any  | Líder              | Vots      | %          | Escons   | +/– | Govern            |
| ---- | ------------------ | --------- | ---------- | -------- | --- | ----------------- |
| 1977 | Remi Poppe         | 24,420    | 0.29 (15è) | 0 / 150  | Nou | Extraparlamentari |
| 1981 | Hans van Hooft Sr. | 30,357    | 0.35 (13è) | 0 / 150  | =   | Extraparlamentari |
| 1982 | Hans van Hooft Sr. | 44,690    | 0.55 (13è) | 0 / 150  | =   | Extraparlamentari |
| 1986 | Hans van Hooft Sr. | 31,983    | 0.35 (12è) | 0 / 150  | =   | Extraparlamentari |
| 1989 | Jan Marijnissen    | 38,789    | 0.44 (22è) | 0 / 150  | =   | Extraparlamentari |
| 1994 | Jan Marijnissen    | 118,768   | 1.32 (11è) | 2 / 150  | 2   | Oposició          |
| 1998 | Jan Marijnissen    | 303,703   | 3.53 (6è)  | 5 / 150  | 3   | Oposició          |
| 2002 | Jan Marijnissen    | 560,447   | 5.90 (6è)  | 9 / 150  | 4   | Oposició          |
| 2003 | Jan Marijnissen    | 609,723   | 6.32 (4t)  | 9 / 150  | =   | Oposició          |
| 2006 | Jan Marijnissen    | 1,630,803 | 16.58 (3r) | 25 / 150 | 16  | Oposició          |
| 2010 | Emile Roemer       | 924,696   | 9.82 (5è)  | 15 / 150 | 10  | Oposició          |
| 2012 | Emile Roemer       | 909,853   | 9.65 (4t)  | 15 / 150 | =   | Oposició          |
| 2017 | Emile Roemer       | 955,633   | 9.09 (6è)  | 14 / 150 | 1   | Oposició          |
| 2021 | Lilian Marijnissen | 623,436   | 5.98 (5è)  | 9 / 150  | 5   | Oposició          |
| 2023 | Lilian Marijnissen | 325,893   | 3.16 (8è)  | 4 / 150  | 5   | TDB               |

### Senat
| Any  | Vots   | %     | Escons  | +/– |
| ---- | ------ | ----- | ------- | --- |
| 1991 |        |       | 0 / 75  | Nou |
| 1995 |        |       | 1 / 75  | 1   |
| 1999 | 4,801  | 3.0   | 2 / 75  | 1   |
| 2003 | 8,551  | 5.3   | 4 / 75  | 2   |
| 2007 | 25,231 | 15.47 | 12 / 75 | 8   |
| 2011 | 17,187 | 10.35 | 8 / 75  | 4   |
| 2015 | 20,038 | 11.9  | 9 / 75  | 1   |
| 2019 | 10,179 | 5,88  | 4 / 75  | 5   |
| 2023 | 7,404  | 4.14  | 3 / 75  | 1   |

### Parlament Europeu
| Any  | Vots    | %          | Escons | +/– | Notes  |
| ---- | ------- | ---------- | ------ | --- | ------ |
| 1989 | 34,332  | 0.65 (8è)  | 0 / 26 | Nou | [ 6 ]  |
| 1994 | 55,311  | 1.34 (8è)  | 0 / 26 | =   | [ 7 ]  |
| 1999 | 178,642 | 5.04 (7è)  | 1 / 26 | 1   | [ 8 ]  |
| 2004 | 332,326 | 6.97 (6è)  | 2 / 26 | 1   | [ 9 ]  |
| 2009 | 323,269 | 7.10 (7è)  | 2 / 25 | =   |        |
| 2009 | 323,269 | 7.10 (7è)  | 2 / 26 | =   | [ 10 ] |
| 2014 | 458,079 | 9.64 (5è)  | 2 / 26 | =   | [ 11 ] |
| 2019 | 185,224 | 3.37 (11è) | 0 / 26 | 2   |        |
| 2019 | 185,224 | 3.37 (11è) | 0 / 29 | =   | [ 12 ] |
| 2024 | 136,794 | 2.20       | 0 / 31 | =   |        |